# Royston Wright
Sir Royston Hollis Wright, GBE, KCB, DSC&Bar  (* 29. September 1908 in Kingston, Middlesex; † 18. Juli 1977 in Downton, Wiltshire) war ein britischer Seeoffizier und zuletzt Admiral, der unter anderem zwischen 1961 und 1965 Zweiter Seelord war.

## Leben

### Ausbildung zum Seeoffizier und Zweiter Weltkrieg

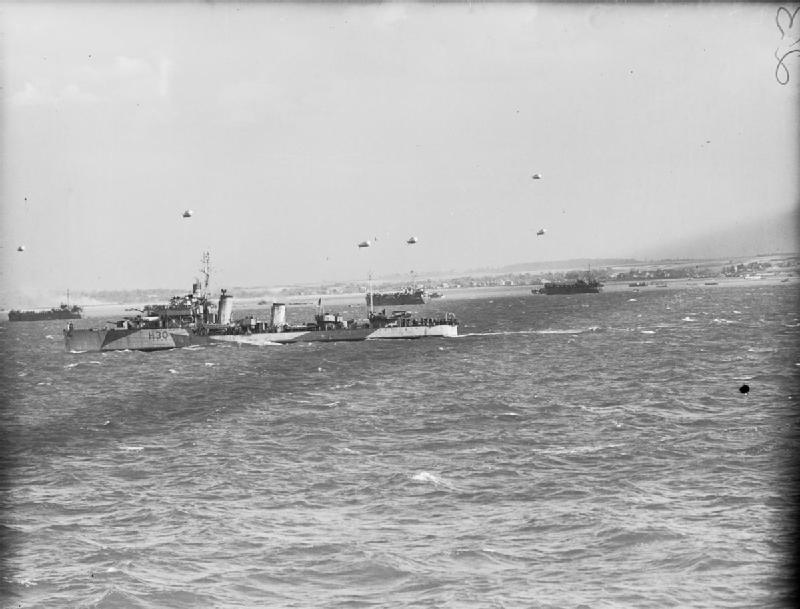
Seinen ersten Posten als Kommandant übernahm Royston Wright als Commanding Officer des Zerstörers Beagle.

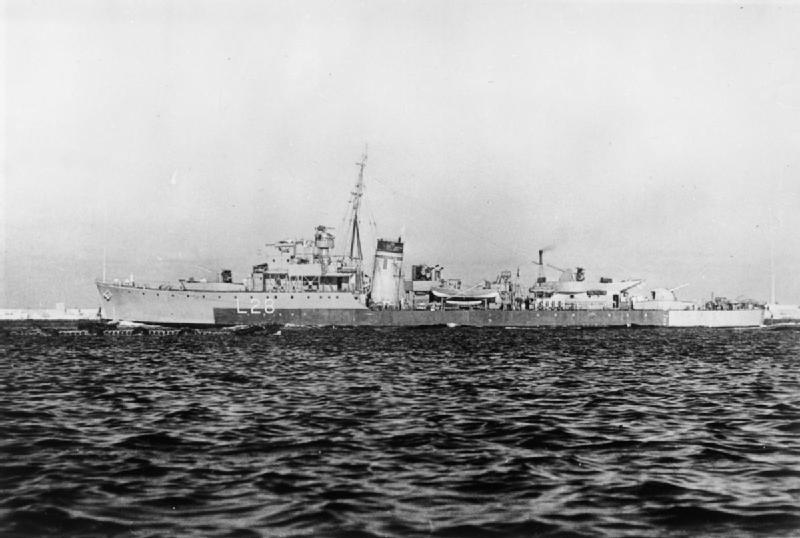
Wright war auch Kommandant des Geleitzerstörers HMS Hurworth, der durch eine Minenexplosion am 22. Oktober 1943 versenkt wurde.

Royston Hollis Wright, Sohn von Thomas Henry Wright und dessen Ehefrau Lydia Maude Wright, begann nach dem Besuch des Haileybury and Imperial Service College 1927 als Seekadett eine Ausbildung zum Seeoffizier am Britannia Royal Naval College (BRNC). Er wurde am 1. Januar 1928 Midshipman und am 7. Februar 1928 zu dem zur China Station gehörenden Schweren Kreuzer Suffolk versetzt. Nachdem er am 1. März 1930 zum Sub-Lieutenant befördert worden war, besuchte er ab dem 1. Mai 1930 einen Beförderungslehrgang am Royal Naval College in Greenwich und erhielt dort am 1. Juni 1930 seine Beförderung zum Kapitänleutnant (Lieutenant). Er wurde im Anschluss am 29. Dezember 1931 zu dem zur Mittelmeerflotte (Mediterranean Fleet) gehörenden Zerstörer Wryneck versetzt und versah vom 13. Dezember 1932 bis zum 30. April 1935 Dienst auf dem Schulschiff Ganges. Danach war er vom  30. April 1935 bis zum 15. April 1937 Erster Leutnant (First Lieutenant) auf dem Zerstörer Escort, der zur Heimatflotte (Home Fleet) gehörte, ehe er zwischen dem 15. April 1937 bis zum 27. April 1939 Dienst auf dem Kadettenschulschiff Vindictive versah.
Ein halbes Jahr vor Beginn des Zweiten Weltkrieges wurde er am 27. April 1939 Kommandant (Commanding Officer) des Zerstörers Beagle und dort am 1. Juni 1939 zum Korvettenkapitän (Lieutenant Commander) befördert. In dieser Verwendung wurde er am 31. Dezember 1940 auch zum Fregattenkapitän (Commander) befördert sowie für seine Verdienste am 1. Januar 1941 mit dem Distinguished Service Cross (DSC) ausgezeichnet. Am 11. November 1941 wurde er Kommandant des Zerstörers Derwent, der am 19. März 1943 im Hafen von Tripolis in Libyen von einem feindlichen Torpedo getroffen wurde. Die Derwent erlitt dabei schwere Schäden an der Backbordseite, die zu Überschwemmungen in ihrem Heizraum und sechs Todesopfern führten. Daraufhin wurde er am 24. März 1943 Kommandant des Geleitzerstörers Hurworth, die am 21. Oktober 1943 als Teil der Versorgungstruppe auf den Dodekanes-Inseln Alexandria verließ. Am folgenden Tag, als die Schiffe kurz vor der neutralen türkischen Küste vor dem „Sprint“ nach Leros fuhren, traf der griechische Zerstörer Adrias eine Mine und wurde schwer beschädigt. Der Geleitzerstörer Hurworth, der nachforschen wollte, erlitt das gleiche Schicksal, wobei die Explosion das Schiff in zwei Teile spaltete. Beide Hälften sanken innerhalb von 15 Minuten. 133 Männer starben, es gab 85 Überlebende. Für seinen Verdienste während der Operation Husky, der alliierten Invasion in Sizilien im Juli 1943, wurde er am 21. Dezember 1943 sowie am 1. Januar 1944 im Kriegsbericht erwähnt (Mentioned in dispatches). Am 10. März 1944 wechselte er in den Führungsstab des Royal Naval College in Greenwich. Für seine vorherigen Verdienste im Ägäischen Meer erhielt er am 4. April 1944 eine Spange (Bar) zum Distinguished Service Cross.

### Nachkriegszeit und Aufstieg zum Admiral

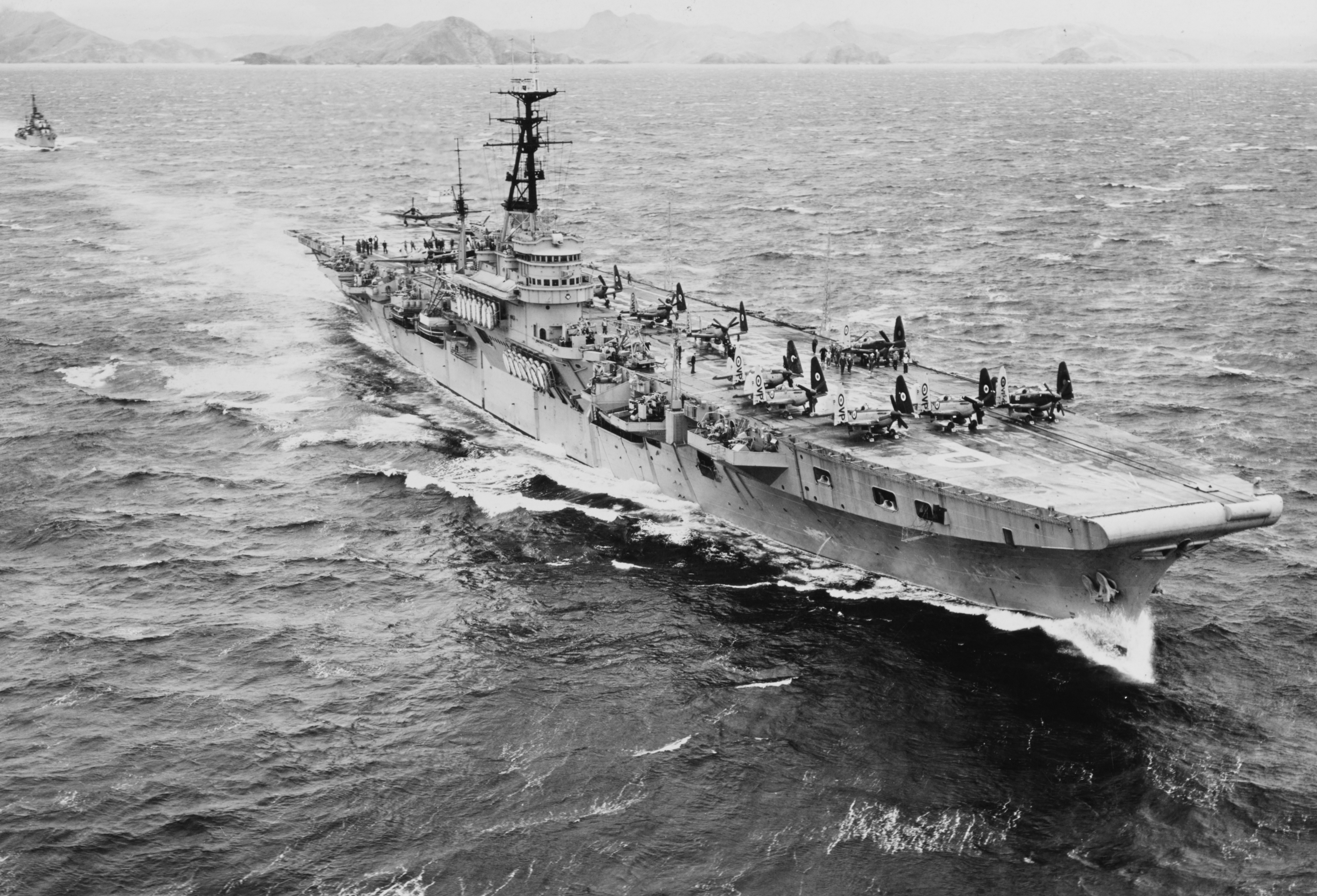
Kapitän zur See Royston Wright war zwischen September 1953 und Dezember 1954 Kommandant des Leichten Flugzeugträgers HMS Triumph.

Nach Kriegsende war Wright vom 4. April 1946 bis Januar 1948 stellvertretender Kommandant (Executive Officer) der HMS Appledore, eine kombinierte Operationsbasis und Ausbildungsstätte in Fremingham Camp in Appledore. Nachdem er dort am 21. Dezember 1946 zum Kapitän zur See (Captain) befördert worden war, war er zwischen Januar 1948 und März 1950 Kommandant des Zerstörers HMS Wakeful und fungierte daraufhin zwischen dem 6. März 1950 und Dezember 1951 in der Admiralität als Leiter der Abteilung Personalbeschaffung (Director of Manning). Daraufhin absolvierte er zwischen 1952 und 1953 das Imperial Defence College (IDC) in London und übernahm dann am 7. September 1953 den Posten als Kommandant des Leichten Flugzeugträgers HMS Triumph, den er bis Dezember 1954 innehatte. Daraufhin wurde er am 31. Januar 1955 als Kommodore (Commodore) Kommandant der Royal Naval Barracks auf der Marinebasis Devonport und bekleidete diese Funktion bis Januar 1956.
Nach seiner Beförderung zum Konteradmiral (Rear-Admiral) am 7. Januar 1956 wurde Wright Assistierender Chef des Marinestabes (Assistant Chief of the Naval Staff) und übte dieses Amt bis Februar 1958 aus. Danach fungierte er zwischen dem 15. April 1958 und August 1959 als Kommodore der Zerstörerflottille der Heimatflotte (Commander Destroyers/Flag Officer Flotillas, Home Fleet). Am 12. Juni 1958 wurde er am 12. Juni 1958 Companion des Order of the Bath (CB). In dieser Zeit erfolgte am 31. Januar 1959 auch seine Beförderung zum Vizeadmiral (Vice-Admiral). Am 3. Dezember 1959 übernahm er als Nachfolger von Vizeadmiral David Luce den Posten als Kommandeur der Seestreitkräfte in Schottland und Nordirland (Flag Officer, Scotland and Northern Ireland) im Marinestützpunkt Her Majesty's Naval Base und hatte dieses Kommando bis September 1961 inne, woraufhin Vizeadmiral Sir Arthur Hezlet seine dortige Nachfolge antrat. Für seine langjährigen Verdienste wurde er am 18. Juni 1961 zum Knight Commander des militärischen Zweiges des Order of the Bath (KCB) geschlagen, so dass er fortan den Namenszusatz „Sir“ führte.
Zuletzt löste Sir Royston Wright am 28. September 1961 Admiral Sir St John Tyrwhitt, 2. Baronet als Lord Commissioner of the Admiralty, Zweiter Seelord und Chef des Marinepersonals (Second Sea Lord and Chief of Naval Personnel) ab und verblieb in dieser Funktion bis April 1965, woraufhin Admiral Desmond Dreyer ihn ablöste. In dieser Funktion erfolgte am 26. Januar 1962 seine Beförderung zum Admiral. Während seiner Dienstzeit als Zweiter Seelord erwog er einen Plan, die Ehefrauen von Seeleuten zur Fernostflotte (Far East Fleet) auszufliegen, um die Belastung durch die Trennung zu verringern. Während dieser Zeit wurde er für seine Verdienste am 13. Juni 1964 auch zum Knight Grand Cross des Order of the British Empire (GBE) geschlagen. Des Weiteren war er 1969 Vorsitzender des Royal Navy Club of 1765 & 1785, der 1889 vereinigt wurde.
Wright war seit dem 22. Dezember 1945 mit Betty Lilian Ackery, geborene Gladstone, der Witwe von Kapitänleutnant J. E. Ackery, DSC, RN, verheiratet. Die Ehe blieb kinderlos.